# Henryk Glapiński
Henryk Glapiński ps. Klinga (ur. 28 grudnia 1915 w Częstochowie, zm. 19 lutego 1947 w Łodzi) – kapitan Wojska Polskiego, żołnierz podziemia niepodległościowego, komendant powiatu radomszczańskiego Konspiracyjnego Wojska Polskiego (KWP).
W czasie okupacji niemieckiej był żołnierzem Narodowej Organizacji Wojskowej i Armii Krajowej. Więzień obozu koncentracyjnego Groß-Rosen.
Od marca 1946 komendant powiatu Radomsko KWP. Stanął na czele utworzonego przez siebie Oddziału Partyzanckiego Służby Ochrony Społeczeństwa „Warszawa”, który przeprowadził wiele udanych akcji przeciwko oddziałom UB i KBW, osłaniając miejscową ludność przed terrorem władz komunistycznych. W nocy z 19 na 20 kwietnia 1946 przeprowadził szturm na Powiatowy Urząd Bezpieczeństwa w Radomsku i uwolnił stamtąd 57 żołnierzy podziemia. W czasie wycofywania się jego 40 osobowy oddział rozbił 200 osobową grupę pościgową UB w uroczysku Graby, biorąc do niewoli ponad 100 funkcjonariuszy bezpieki. Kontynuując swoją operację, zmusił do poddania kolejną kompanię KBW. W czasie odwrotu rozstrzelał 8 żołnierzy Armii Czerwonej, osłaniających akcję polskiej bezpieki.
14 września 1946, w wyniku prowokacji UB został aresztowany. W dniach 9–16 grudnia 1946 był sądzony w procesie dowództwa KWP w Łodzi. Skazany na karę śmierci. Wyrok został wykonany w Łodzi 19 lutego 1947 r.